# Anafiotika

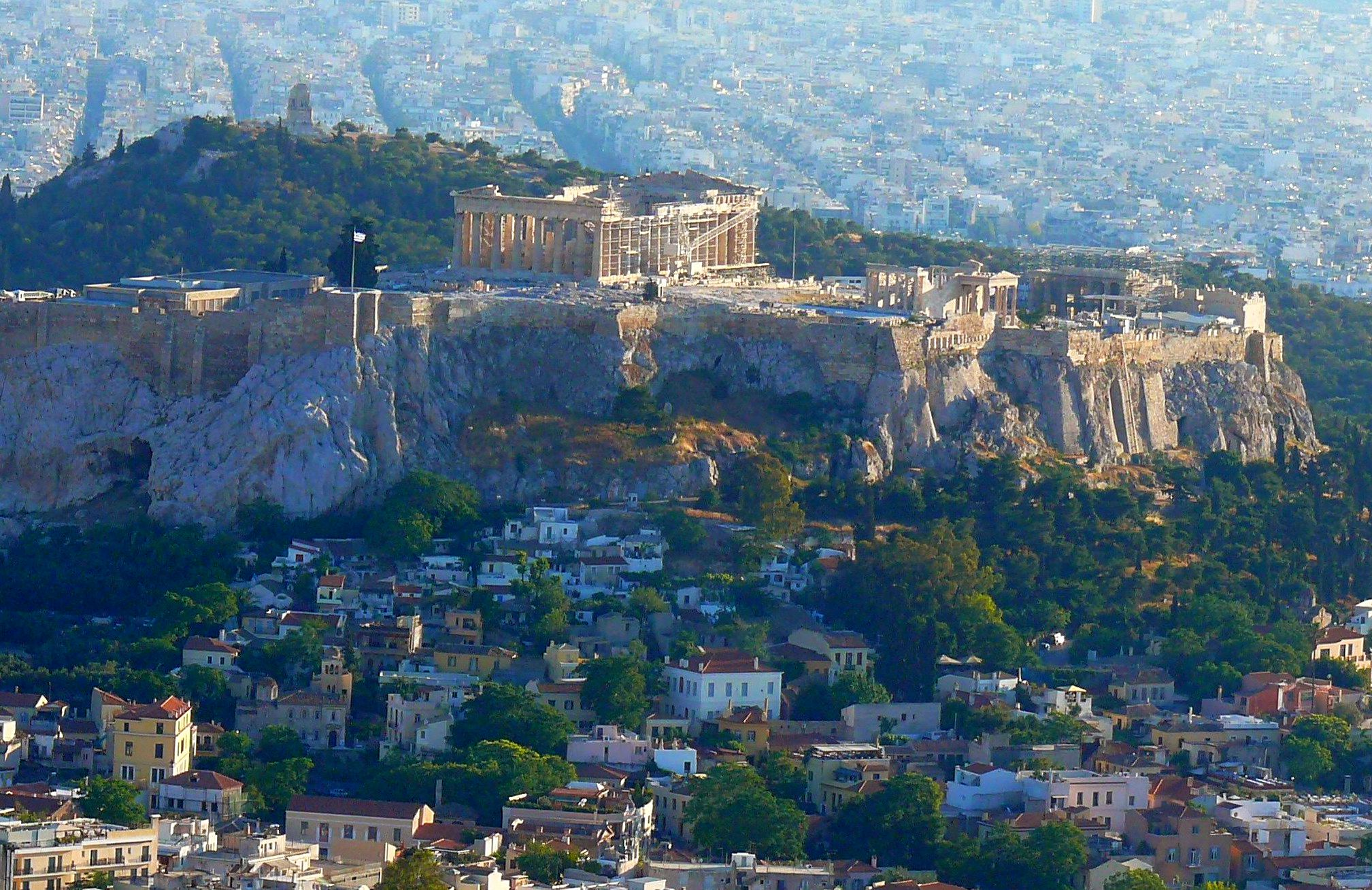
Ansicht vom Lykavittos- zum Akropolis-Hügel mit hangseitiger Anafiotika-Siedlung

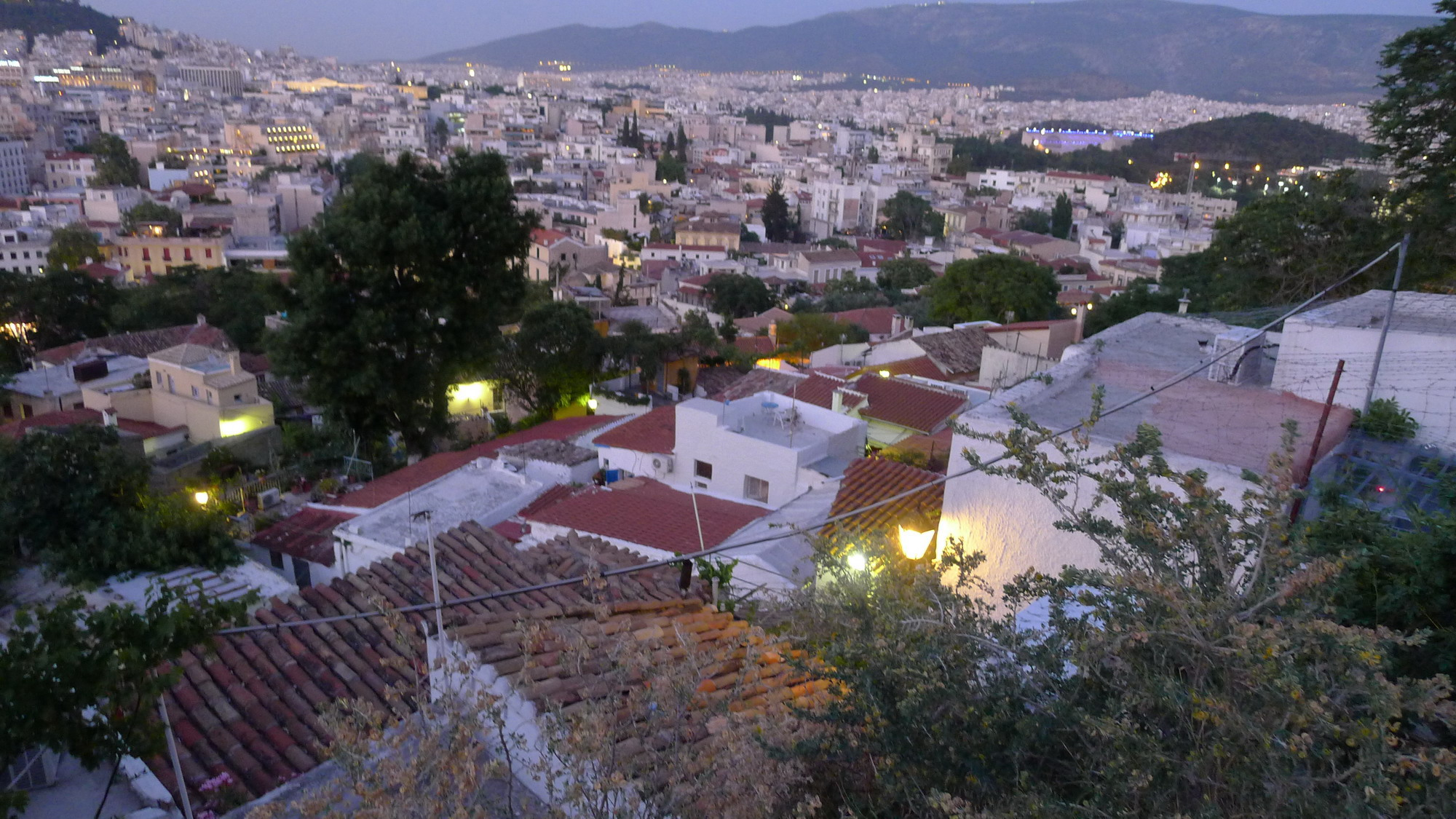
Blick über die Häuser der Anafiotika hinunter zur Plaka

Anafiotika (griechisch Αναφιώτικα (n. pl.)) ist ein kleines Stadtviertel Athens, am Nordosthang der Akropolis am Rande der historischen Plaka. Es wurde Mitte des 19. Jahrhunderts von Bauhandwerkern von den Kykladen hauptsächlich von der Insel Anafi errichtet. Das Viertel ist im Stil eines Kykladendorfes gebaut mit übereinander gestaffelten, unsymmetrischen, weißgetünchten Terrassendachhäusern, ummauerten Gärten und teilweise marmorgepflasterten oder getünchten kleinen Wegen.

## Geschichte
Nachdem unter König Otto der Regierungssitz von Nafplio 1834 nach Athen verlegt worden war, erlebte die neue Hauptstadt eine intensive Bautätigkeit. Bereits 1833 hatten die Architekten Kleanthis und Schaubert einen Plan zur Stadtentwicklung Athens erarbeitet. Die Neubebauung wurde nur an der Plaka baulich angeschlossen, große Areale (wie z. B. der Kerameikos) blieben frei, um spätere archäologische Ausgrabungen zu ermöglichen.
Am schwer zugänglichen, steilen Fuß der Akropolis, einem für die Entwicklung eines Wohnviertels ungeeigneten Gebiet ließen sich Handwerkerfamilien von den Kykladen nieder, mehrheitlich von der Insel Anafi. Auf bereits während der Jungsteinzeit besiedeltem Gebiet entstand bis zum Ende des 19. Jahrhunderts das Wohnviertel Anafiotika nach dem architektonischen Vorbild der Inseldörfer. Die Siedlung war geduldet, eine Baugenehmigung jedoch nicht erteilt.
Die Bevölkerungszusammensetzung veränderte sich nach 1922 durch den Zuzug kleinasiatischer Flüchtlinge, die infolge des Griechisch-Türkischen Krieges ihre Heimat gemäß dem vertraglich geregelten Bevölkerungsaustausch verlassen mussten.
1970 wurden die Hausbesitzer von 75 der insgesamt 84 Häuser wegen archäologischer Belange enteignet. Die übrigen 9 liegen um die Kirche Agios Simeon. Zur Neuanlage des Peripatos, eines alten Fußweges entlang der Akropolis wurden 27 Häuser abgerissen.

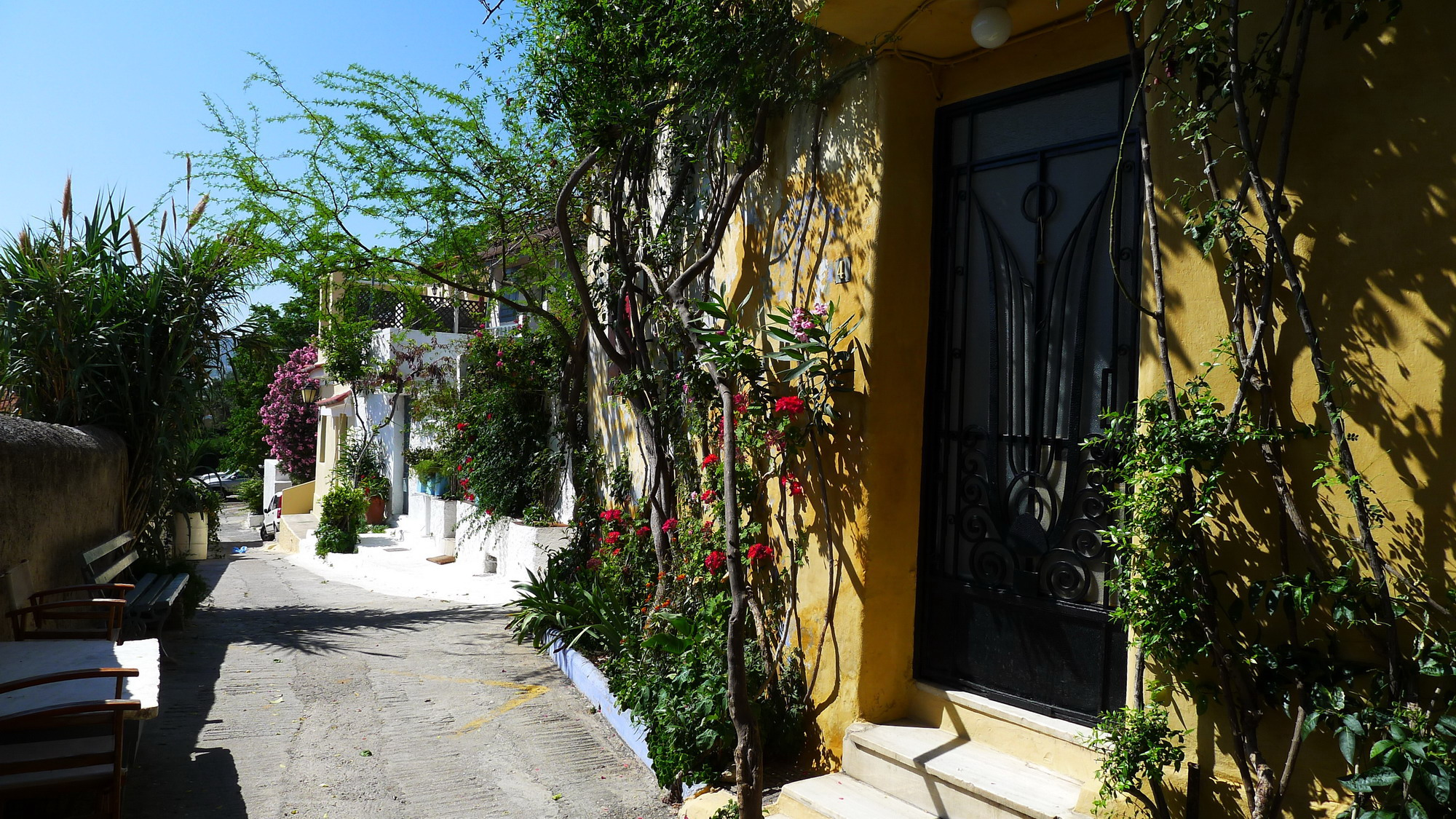
Farben und Pflanzen bestimmen die malerische Siedlung

## Siedlung und soziales Leben
Die Siedlung wurde als informelle Siedlung in einer Epoche großer Wohnungsnot gebaut und wird stillschweigend von den Behörden geduldet. Seit Mitte des letzten Jahrhunderts besteht kein Rechtsanspruch auf Eigentum oder Wohnrecht. Wiederholte Versuche der Behörden, die Siedlung abreißen zu lassen und neu zu bebauen, hatten bisher keinen Erfolg, nicht nur aufgrund von zu erwartenden Protesten durch die Bewohner, sondern auch von zahlreichen Bürgern der Stadt, bei denen dieses pittoreske Viertel eine besondere Wertschätzung erfährt und als liebenswertes historisches Stadtviertel gilt.
Mit seinen schmalen, stufenreichen, sehr engen und schattenwerfenden Gässchen, darunter auch verwinkelten Sackgassen, niedrigen Häuschen in kubischer Bauweise und weiß gekalkten Mauern, viele davon von blühenden Sträuchern umrankt, üppigen Blumenkübeln und farbenfrohen Türen wirkt die Anafiotika-Siedlung wie ein griechisches Inseldorf der Kykladen. Die Häuser sind gestaffelt am Hang erbaut, keines behindert die Sicht des anderen. Heute gibt es nur ca. 45 intakte Häuser, wobei die kleinen Straßen der Siedlung ohne Namen sind und die Häuser durchnummeriert gekennzeichnet werden als "Anafiotika 1", "Anafiotika 2" usw. Für Besucher ist die Anafiotika-Siedlung etwas einmaliges, sie wirkt wie „eine Insel auf dem Trockenen – ein Kykladen-Dorf mitten in Athen“.
Die Wohndichte in der Siedlung ist sehr hoch. Die Bewohner pflegen ein dörfliches Zusammenleben und kämpfen für den Erhalt ihrer Siedlung und ihres Wohnrechtes in einem der ältesten Viertel Athens, das nach ihrer Ansicht auch dem Denkmalschutz unterliegen sollte.
Im Jahr 2009 startete ein studentisches Projekt der Architekturschule / Nationale Technische Universität Athen über die Anafiotika mit dem Ziel, minimale Architektur der Stadt Athen in diesem Viertel zu erforschen und verständlich zu machen, dessen Formung im Alltagsleben seiner Bewohner zu beschreiben und Perspektiven für eine Zukunft der Anafiotika aufzuzeigen.

Lage der Anafiotika-Siedlung (hervorgehoben); Karte 1888

## Sehenswürdigkeiten
Als touristischer Anziehungspunkt haben die Anafiotika erheblich an Bedeutung gewonnen. Zu den Anafiotika zählen drei kleine Kirchen, die wie die Häuser der Siedlung im Kykladenstil gebaut wurden.
Am westlichen Rand steht die einschiffige Basilika Agios Simeon aus dem 17. Jh. mit einem beeindruckenden Apsidenchor und Tonnengewölbe, am anderen Ende steht die Kirche Agios Giorgos tou Vrachou (auf dem Felsen ruhend), deren Datierung auf die Zeit zwischen dem 13. und dem 17. Jh. zurückgeht.